# Wereldkampioenschappen baanwielrennen 1937
De wereldkampioenschappen baanwielrennen 1937 werden van 21 tot en met 29 augustus 1937 gehouden in het Deense Kopenhagen. Er stonden drie onderdelen op het programma, twee voor beroepsrenners en een voor amateurs.

## Uitslagen

### Beroepsrenners
| Onderdeel | Goud           | Goud           | Zilver         | Zilver    | Brons          | Brons          |
| --------- | -------------- | -------------- | -------------- | --------- | -------------- | -------------- |
| Sprint    | Jef Scherens   | België         | Arie van Vliet | Nederland | Albert Richter | nazi-Duitsland |
| Stayeren  | Walter Lohmann | nazi-Duitsland | Ernest Terreau | Frankrijk | Adolf Schön    | nazi-Duitsland |

### Amateurs
| Onderdeel | Goud              | Goud      | Zilver         | Zilver    | Brons     | Brons     |
| --------- | ----------------- | --------- | -------------- | --------- | --------- | --------- |
| Sprint    | Jef van de Vijver | Nederland | Pierre Georget | Frankrijk | Henk Ooms | Nederland |

### Medaillespiegel
| Plaats | Land           | Goud | Zilver | Brons | Totaal |
| 1      | Nederland      | 1    | 1      | 1     | 3      |
| 2      | nazi-Duitsland | 1    | 0      | 2     | 3      |
| 3      | België         | 1    | 0      | 0     | 1      |
| 4      | Frankrijk      | 0    | 2      | 0     | 2      |
| Totaal | Totaal         | 3    | 3      | 3     | 9      |